# Schloss Brincke

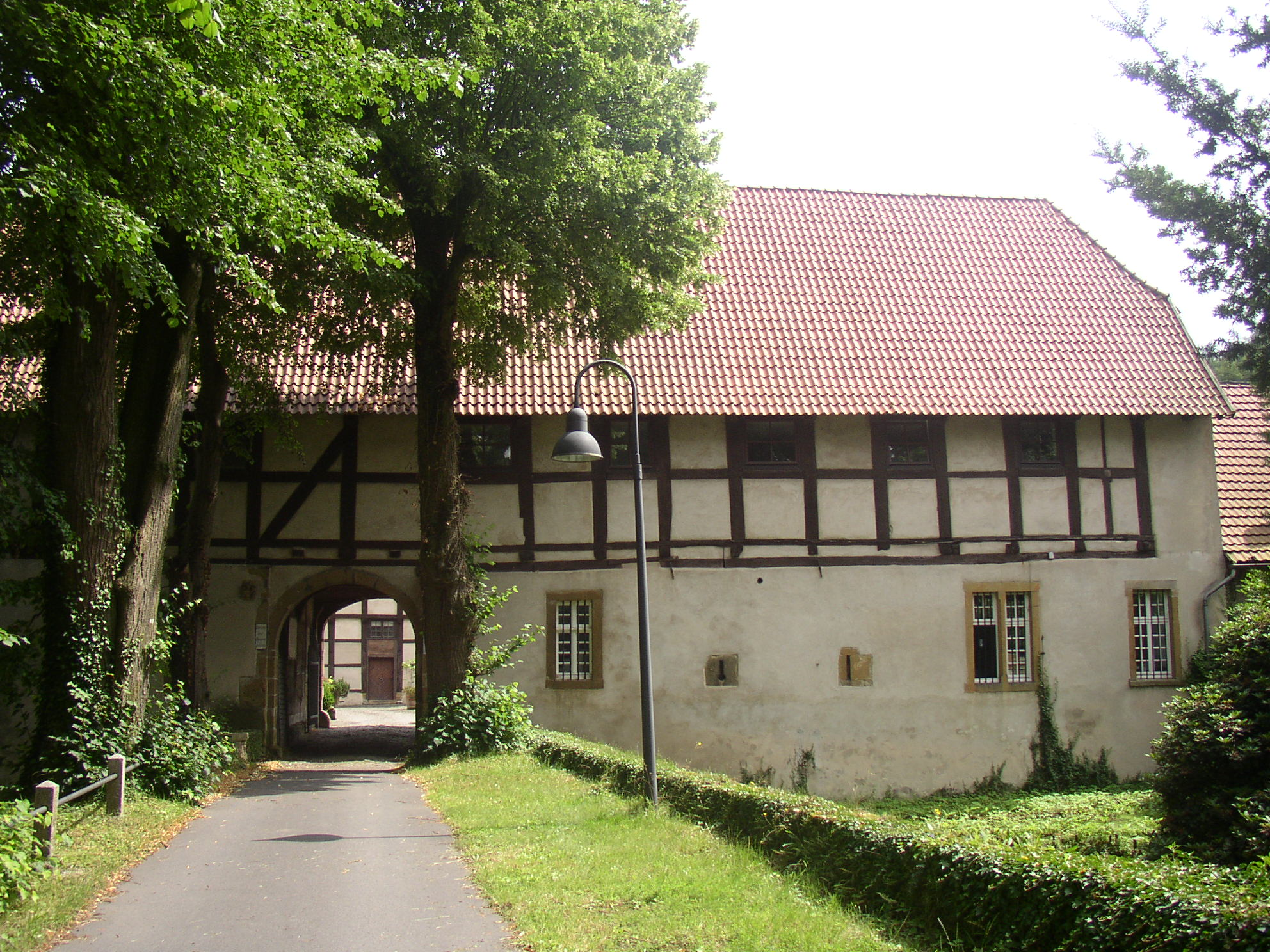
Toreinfahrt zu Schloss Brincke

Schloss Brincke ist ein ehemaliges Wasserschloss in Borgholzhausen im Kreis Gütersloh, Nordrhein-Westfalen. Es befindet sich in Privatbesitz.

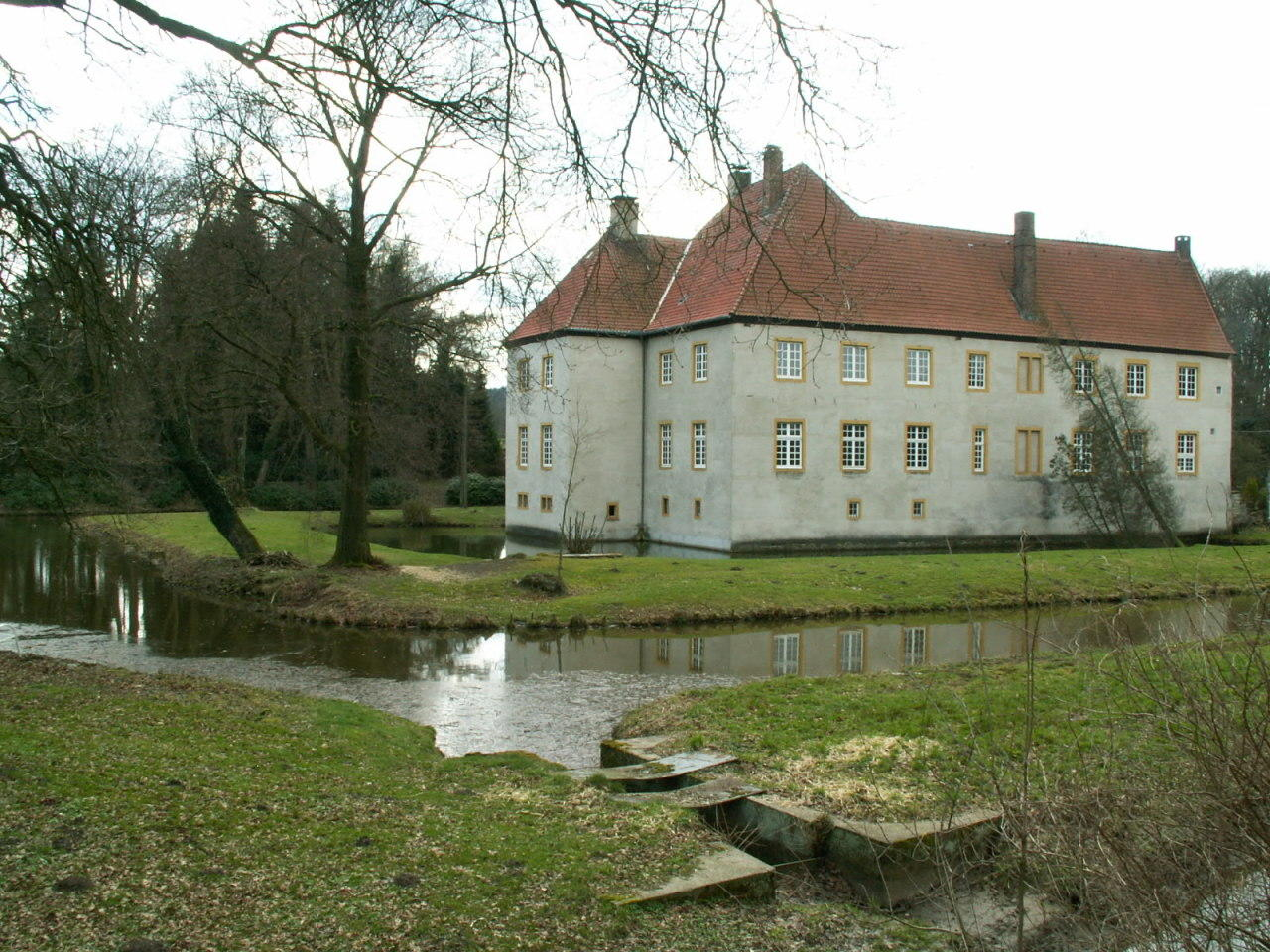
Borgholzhausen Schloss Brincke

## Geschichte
Das Schloss Brincke wurde im 13. Jahrhundert errichtet und 1351 erstmals erwähnt. Erbauer waren die Herren von Brincke. Seit 1439 befand es sich im Besitz der Familie von Kerssenbrock. 1674 bis 1675 erfolgte ein Ausbau; unter anderem wurde das Herrenhaus neu errichtet. Ferdinand von Kerssenbrock wurde 1754 von seinem Vetter Friedrich Ferdinand Freiherr von Korff gen. Schmising beerbt, der den Namen Freiherr von Korff genannt Schmiesing-Kerssenbrock annahm; sein Nachfahre Clemens August, kurfürstlich Kölnischer Rat und fürstbischöflich Münsterscher Obermarschall, wurde 1816 in den preußischen Grafenstand erhoben. Die Grafen von Korff gen. Schmising-Kerssenbrock-Praschma besitzen Haus Brincke bis heute.

## Baubeschreibung

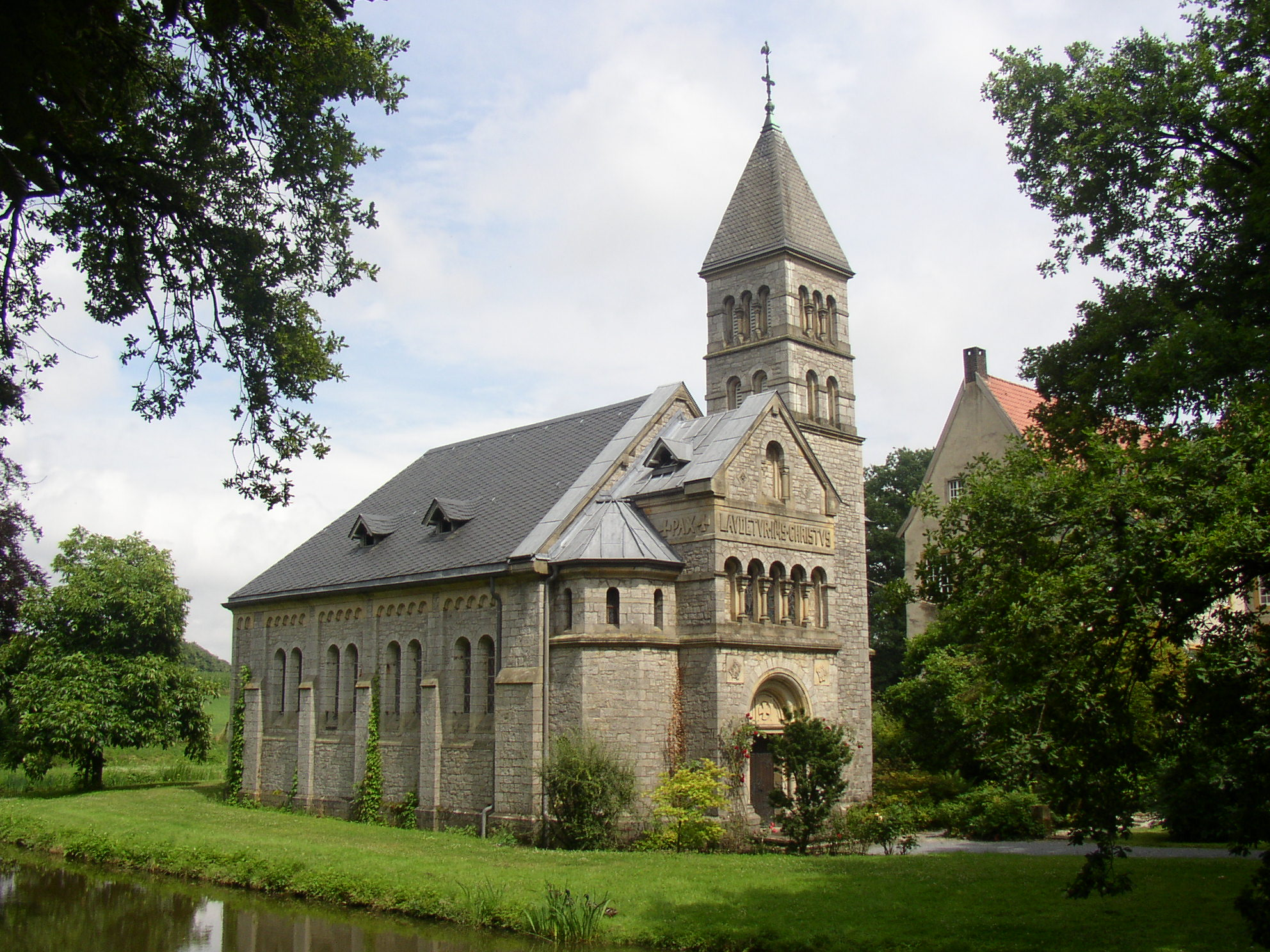
Die Schlosskapelle

Das Herrenhaus entstand im 17. Jahrhundert und ist von einem doppelten Wassergraben umgeben. Zu den Nebengebäuden zählen die Wirtschaftsgebäude, das Hofhaus und die neoromanische Kapelle. Von 1897 bis 1898 erfolgte ein weiterer Ausbau.

## Persönlichkeiten
- Friedrich von Korff gen. Schmising-Kerssenbrock (1820–1889), preußischer Jurist und Landrat des Unterwesterwaldkreises, hier geboren